# Rudi Buttas

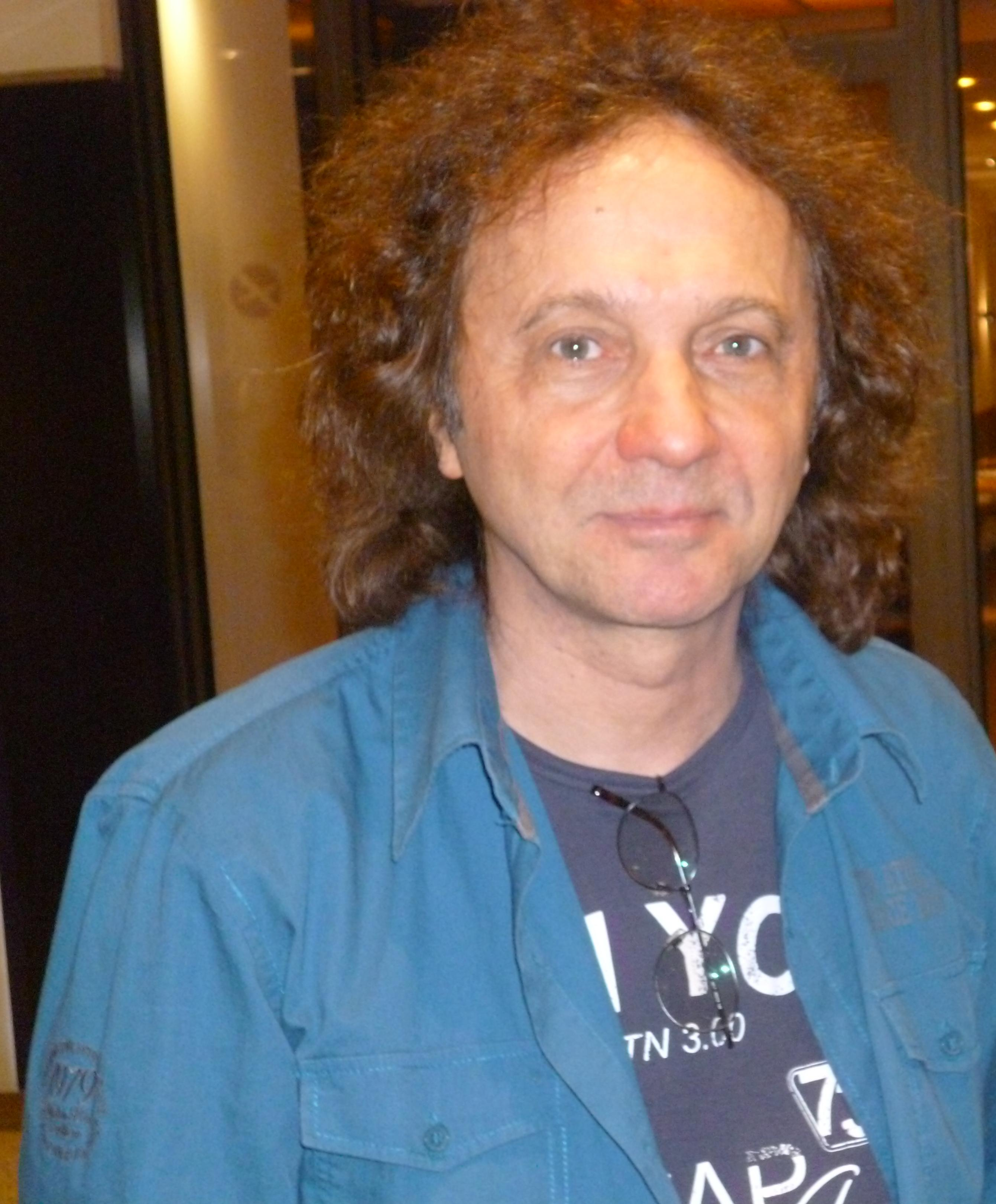
Rudi Buttas (2013)

Rudi Buttas (* 6. April 1955 in Bečej, Jugoslawien) ist ein deutscher Pop-Gitarrist. Er spielt seit 1980 Gitarre in der Band Pur.

## Biografie
Neben Pur widmet er sich noch seinem eigenen Projekt R.U.D.Y.’s Journey. Das erste gleichnamige Album mit dem Titel R.U.D.Y.’s Journey erschien 2001, im März 2006 kam das Album … on my side heraus, auf dem ein Lied von Buttas selbst gesungen wurde. Seinem ersten Album liehen ihre Stimmen: Michael Sadler, Michelle Young, David Hanselmann und Jochen Schild. Für das zweite konnte er Chris Thompson und abermals Michelle Young gewinnen.
Live auf der Bühne steht die Formation in der aktuellen Besetzung mit: Rudi Buttas (Gitarre), Joe Crawford (Bass), Matthias Grossmann (Gitarre), Jochen Weiss (Schlagzeug) und Ron G. Gehrmann (Gesang/Gitarre), hin und wieder auch Britta Medeiros und Michelle Young. Im März 2009 sowie im März und April 2010 ging die Truppe zusammen mit Michael Sadler auf Tour.
Ehemalige Bandmitglieder der Live-Band: David Hanselmann, Silvia Vicinelli, Jochen Schild, Holger Mägerle und Simon Fetzer.

## Privates
Rudi Buttas ist verheiratet und hat zwei Söhne und eine Tochter. In seiner Freizeit gibt er Gitarrenunterricht an der Musikschule in Freiberg am Neckar.